# BMW E23
El BMW E23 es una plataforma que fue la base para el primer BMW Serie 7, producido por el fabricante de automóviles alemán BMW. El E23 se produjo de 1977 a 1987 y fue sustituido por el BMW E32 Serie 7 a principios de 1987.

## Diseño y características
Todos los modelos E23 de la Serie 7 (con la excepción del 745i) se construyeron con el 12 válvulas de tipo M30 con seis cilindros, tal y como se utiliza en el E3 y mayores como el E9. Aunque la mayoría de los motores E23 eran de inyección de combustible, dos modelos (728 y 730) disponían de cuatro carburadores hasta 1979, cuando se sustituyen por combustible inyectado al 728i. Al principio el combustible era inyectado utilizado el sistema Bosch L-jetronic, mientras que los modelos más avanzados usaban el sistema digital Bosch Motronic. 

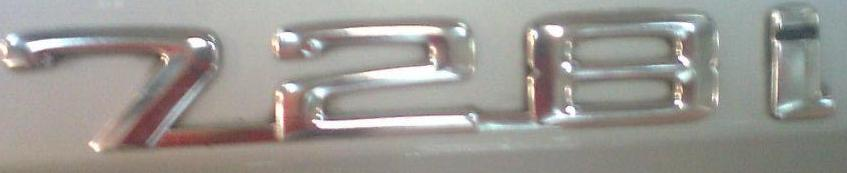
Insignia del BMW 728 i

La serie E23 era sofisticada y lujosa para su tiempo. Fueron los primeros BMW equipados con indicadores que alertaban al conductor de los diversos fallos del sistema y la complejidad de los sistemas de climatización. Los ordenadores de a bordo y el sistema antibloqueo de frenos (ABS) son opcionales en los modelos principales, pero más tarde se ofrecieron como estándar. Una opción incluye la tapicería en cuero, varios tipos de madera, asientos regulables eléctricamente y calefactados. Más tarde fueron los modelos equipados con un controlador de aire. Era de cuatro velocidades y manual o de cinco velocidades dependiendo del año y una transmisión automática también estaba disponible. 

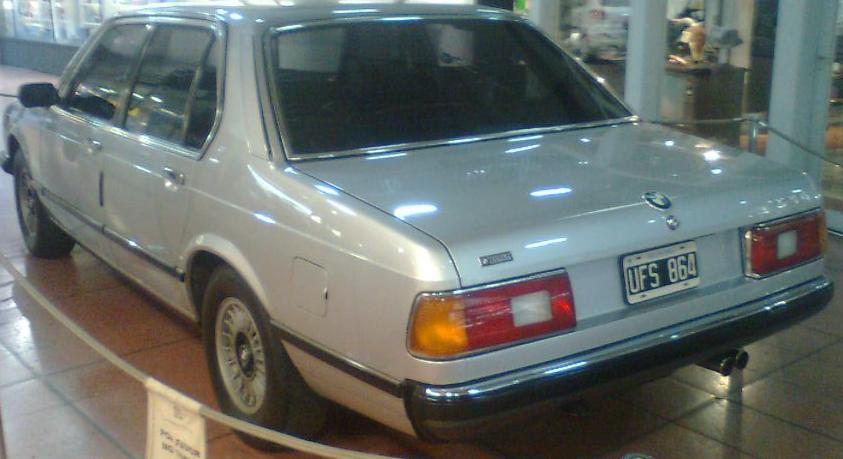
BMW 728i (vista trasera)

Un mejor estilo en la actualización de 1983 afectó a la parte delantera (el 'riñón' rejillas, espóiler, parachoques, etc), así como el salpicadero y los paneles de instrumentos que han recibido las actualizaciones más (en el Reino Unido), el 735i recibió el Motronic 3430 cc del motor (que sustituye a la 3453 cc) y la suspensión trasera modificada, así como muchos otros pequeños cambios. 
En 1984 llegó a los EE. UU. la opción de una transmisión automática de 4 velocidades (sustituyendo la unidad de 3 velocidades), mejorado la guantera y en el cenicero (antes de plástico en todos los modelos de EE. UU.), asientos regulables eléctricamente y neumáticos Michelin TRX (después en estándar en todos los modelos de 1985-1987 735i/L7) con el cambio manual de 5 velocidades.

## Motorizaciones
| Periodo                        | 1979-1986                                                                                             | 1977-1979                                                                                             | 1979-1986                                                                                             | 1977-1979                                                                                             | 1979-1986                                                                                             | 1977-1979                                                                                             | 1979-1982                                                                                             | 1982-1986                                                                                             | 1980-1983                                                                                             | 1983-1986                                                                                             |
| Identificación del motor       | M30 B25                                                                                               | M30 B28                                                                                               | M30 B28LE                                                                                             | M30 B30                                                                                               | M30 B33                                                                                               | M30 B33LE                                                                                             | M30 B35LE                                                                                             | M30 B35M                                                                                              | M30 B33LAE                                                                                            | M30 B35MAE                                                                                            |
| Tipo de motor                  | L6 12v, inyección multipunto                                                                          | L6 12v, doble carburación de doble cuerpo                                                             | L6 12v, inyección multipunto                                                                          | L6 12v, doble carburación de doble cuerpo                                                             | L6 12v, inyección multipunto                                                                          | L6 12v, inyección multipunto                                                                          | L6 12v, inyección multipunto                                                                          | L6 12v, inyección multipunto                                                                          | L6 12v, inyección multipunto, turbo, intercooler                                                      | L6 12v, inyección multipunto, turbo, intercooler                                                      |
| Diámetro x carrera             | 86.0 mm × 71.6 mm                                                                                     | 86.0 mm × 80.0 mm                                                                                     | 86.0 mm × 80.0 mm                                                                                     | 89.0 mm × 80.0 mm                                                                                     | 89.0 mm × 86.0 mm                                                                                     | 89.0 mm × 86.0 mm                                                                                     | 92.0 mm × 86.0 mm                                                                                     | 92.0 mm × 86.0 mm                                                                                     | 89.0 mm × 86.0 mm                                                                                     | 92.0 mm × 86.0 mm                                                                                     |
| Cilindrada                     | 2494 cm³                                                                                              | 2788 cm³                                                                                              | 2788 cm³                                                                                              | 2986 cm³                                                                                              | 3210 cm³                                                                                              | 3210 cm³                                                                                              | 3430 cm³                                                                                              | 3430 cm³                                                                                              | 3210 cm³                                                                                              | 3430 cm³                                                                                              |
| Relación de compresión         | 9.0: 1                                                                                                | 9.0: 1                                                                                                | 9.3: 1                                                                                                | 9.0: 1                                                                                                | 10.0: 1                                                                                               | 9.0: 1                                                                                                | 10.0: 1                                                                                               | 10.0: 1                                                                                               | 7.0: 1                                                                                                | 8.0: 1                                                                                                |
| Potencia máxima: CV (kW) @ rpm | 150 CV (110 kW) @ 6000                                                                                | 170 CV (125 kW) @ 6000                                                                                | 184 CV (135 kW) @ 5800                                                                                | 184 CV (135 kW) @ 6000                                                                                | 197 CV (145 kW) @ 5500                                                                                | 197 CV (145 kW) @ 5500                                                                                | 218 CV (160 kW) @ 5200                                                                                | 218 CV (160 kW) @ 5200                                                                                | 252 CV (185 kW) @ 5200                                                                                | 252 CV (185 kW) @ 5200                                                                                |
| Par máximo: Nm @ rpm           | 215 Nm @ 3700                                                                                         | 238 Nm @ 3700                                                                                         | 240 Nm @ 4200                                                                                         | 260 Nm @ 3700                                                                                         | 285 Nm @ 4300                                                                                         | 280 Nm @ 4300                                                                                         | 310 Nm @ 4000                                                                                         | 310 Nm @ 4000                                                                                         | 380 Nm @ 2600                                                                                         | 380 Nm @ 2200                                                                                         |
| Tracción                       | Trasera                                                                                               | Trasera                                                                                               | Trasera                                                                                               | Trasera                                                                                               | Trasera                                                                                               | Trasera                                                                                               | Trasera                                                                                               | Trasera                                                                                               | Trasera                                                                                               | Trasera                                                                                               |
| Transmisión                    | Manual, 4 velocidades / Manual, 5 velocidades / Automática, 3 velocidades / Automática, 4 velocidades | Manual, 4 velocidades / Manual, 5 velocidades / Automática, 3 velocidades / Automática, 4 velocidades | Manual, 4 velocidades / Manual, 5 velocidades / Automática, 3 velocidades / Automática, 4 velocidades | Manual, 4 velocidades / Manual, 5 velocidades / Automática, 3 velocidades / Automática, 4 velocidades | Manual, 4 velocidades / Manual, 5 velocidades / Automática, 3 velocidades / Automática, 4 velocidades | Manual, 4 velocidades / Manual, 5 velocidades / Automática, 3 velocidades / Automática, 4 velocidades | Manual, 4 velocidades / Manual, 5 velocidades / Automática, 3 velocidades / Automática, 4 velocidades | Manual, 4 velocidades / Manual, 5 velocidades / Automática, 3 velocidades / Automática, 4 velocidades | Manual, 4 velocidades / Manual, 5 velocidades / Automática, 3 velocidades / Automática, 4 velocidades | Manual, 4 velocidades / Manual, 5 velocidades / Automática, 3 velocidades / Automática, 4 velocidades |
| Aceleración 0–100 km/h         | 10.6 s                                                                                                | 10.0 s                                                                                                | 9.5 s                                                                                                 | 9.5 s                                                                                                 | 8.6 s                                                                                                 | 9.0 s                                                                                                 | 7.9 s                                                                                                 | 7.9 s                                                                                                 | 7.8 s                                                                                                 | 7.9 s                                                                                                 |
| Velocidad máxima               | 185 km/h                                                                                              | 192 km/h                                                                                              | 196-201 km/h                                                                                          | 200 km/h                                                                                              | 206-208 km/h                                                                                          | 205 km/h                                                                                              | 212 km/h                                                                                              | 217 km/h                                                                                              | 222 km/h                                                                                              | 227 km/h                                                                                              |